# Octopus’s Garden
Octopus’s Garden (englisch für: Garten eines Kraken) ist ein Lied der britischen Band The Beatles aus dem Jahr 1969. Geschrieben wurde es von Ringo Starr.

## Hintergrund

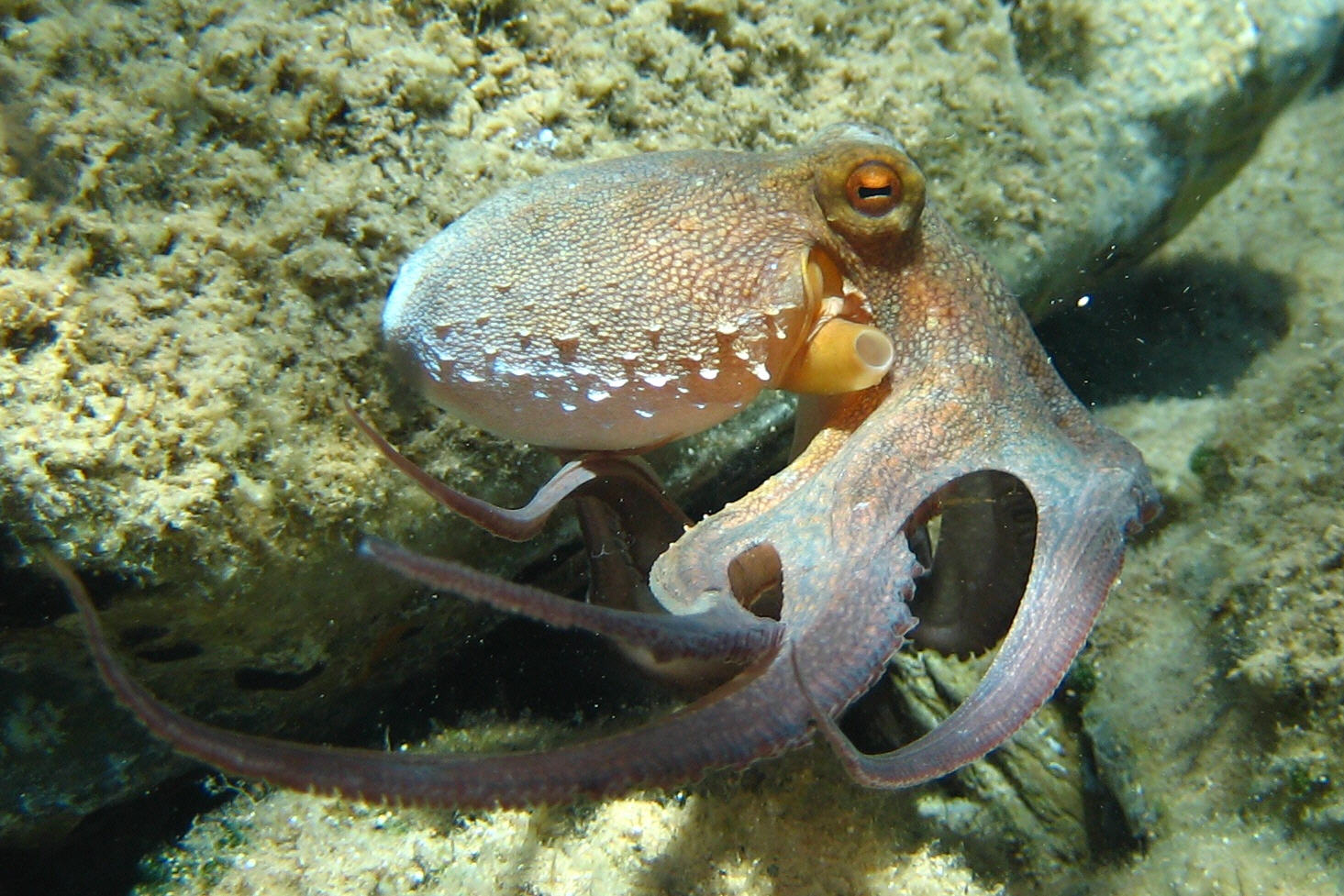
Krake

Ringo Starr hatte sich 1968 während der Aufnahmen zum Lied Back in the USSR mit den restlichen Beatles überworfen und verließ zeitweise die Band. Er reiste nach Sardinien, wo er sich eine Yacht von seinem Freund Peter Sellers lieh. Der Kapitän der Yacht erklärte ihm in einem Gespräch das Leben der Kraken, insbesondere davon, dass sie sich eine Art Garten vor ihrer Höhle errichten. Starr fand Gefallen an dieser Idee und komponierte daraufhin Octopus’s Garden.
Anfang 1969, nachdem der Drummer zur Band zurückgekehrt war, wurde die Komposition von Starr mit Unterstützung durch George Harrison, der trotz signifikanter Beiträge auf eine Nennung als Co-Autor verzichtete, weiter ausgebaut. Harrison gefiel insbesondere der Text des vermeintlichen Kinderliedes, in dem er eine tiefere, symbolische Bedeutung erkannte. Eine Zeitlang sollte Octopus’s Garden Ringo Starrs Gesangsbeitrag für das Album Let It Be werden, wurde letztlich aber nicht dafür aufgenommen. Im Dokumentarfilm Let It Be verblieb allerdings eine Szene, in der Starr und Harrison das Lied kurz anspielen.
Neben Don’t Pass Me By vom weißen Album ist Octopus's Garden einer von nur zwei Songs von Starr, den die Beatles aufnahmen. What Goes On vom Album Rubber Soul ist eine Gemeinschaftskomposition von Starr, Lennon und McCartney. Die übrigen von Starr gesungenen Lieder wurden entweder von Lennon und McCartney geschrieben (I Wanna Be Your Man, Yellow Submarine, With a Little Help from My Friends und Good Night) oder sind Coverversionen (wie z. B. Boys von den Shirelles oder Matchbox und Honey Don’t von Carl Perkins).

## Aufnahme
Octopus’s Garden wurde im April 1969 in den Abbey Road Studios in London aufgenommen. Produziert wurde das Lied von George Martin, assistiert von Jeff Jarratt und Phil McDonald.
Am 26. April 1969 wurden 32 Takes des Liedes aufgenommen, mit Starr an den Drums, McCartney am Bass und Harrison und Lennon an den Gitarren. Drei Tage später nahm Starr seinen Gesang auf, den er allerdings am 18. Juli 1969 komplett neu aufnahm. Am 17. Juli 1969 fanden die Aufnahmen für McCartneys und Harrisons Hintergrundgesang statt. Dem Lied wurden einige Geräusche hinzugefügt, u. a. ein Blubbern, das erzeugt wurde, indem Starr mit einem Strohhalm Luft in ein Wasserglas blies.

## Veröffentlichungen
- Am 26. September 1969 erschien Octopus’s Garden auf dem Album Abbey Road. Auf Single wurde es nicht ausgekoppelt.
- Eine frühe alternative Fassung (Take 2) erschien im Oktober 1996 im Rahmen der Anthology-Reihe auf dem Album Anthology 3.
- Der Titel ist auf dem Kompilationsalbum 1967–1970 vom April 1973.
- Am 27. September 2019 erschien die neuabgemischte 50-jährige Jubiläumsausgabe des Albums Abbey Road (Super Deluxe Box) mit einer bisher unveröffentlichten Version (Take 9) von Octopus’s Garden.
- Am 10. November 2023 wurde das Kompilationsalbum 1967–1970 erneut wiederveröffentlicht. Auf diesem befindet sich Octopus’s Garden in der von Giles Martin und Sam Okell 2019 neu abgemischten Version.

## Auszeichnungen für Musikverkäufe
| Land/Region                  | Auszeichnungen für Musikverkäufe (Land/Region, Auszeichnung, Verkäufe) | Verkäufe |
| ---------------------------- | ---------------------------------------------------------------------- | -------- |
| Vereinigtes Königreich (BPI) | Silber                                                                 | 200.000  |
| Insgesamt                    | 1× Silber ·                                                            | 200.000  |

Hauptartikel: The Beatles/Auszeichnungen für Musikverkäufe

## Coverversionen
Wie viele andere Lieder wird Octopus’s Garden seit seiner Veröffentlichung gecovert, u. a. von Noel Gallagher, The Punkles oder Melissa Joan Hart. Mehrfach war das Lied in der Muppet Show und in der Sesamstraße, auch in einer deutschsprachigen Version (gesungen von Andreas von der Meden: „Ich wollt’, ich wär’ / unten im Meer / ja, im Garten eines Kraken / möcht' ich sein“) zu hören.